# Du côté de chez Jean
Du côté de chez Jean de Jean d'Ormesson est un récit autobiographique et réflexif qui aborde la jeunesse aristocratique, la nonchalance d'ormessionnienne ainsi que ses scrupules à l'égard des honneurs.
Une interview menée par Le Point est accessible en ligne.

## Éditions
Une première édition est publiée chez Julliard en 1959.
Une réédition est publiée chez Gallimard en 1978.